# FUNエンターテイメント
FUNエンターテイメント株式会社（ファンエンターテイメント）は、2003年3月に設立された日本のエンターテイメント会社である。2010年にFUN株式会社からFUNエンターテイメントに商号変更を行う。
代表取締役藤門篤史が経営する東京都南青山スタジオビアンカ表参道という写真スタジオがあり、機材込みのレンタルスタジオを経営している。

## 映像制作
映像制作部門では、動画の撮影及び編集、自社スタジオにて撮影を行い、MVなどの制作を積極的に展開し、少人数での制作でクリエティブな活動をしている。また専属のカメラマンも所属しており、新たなるクリエティブな人材を育てるべく、ワークショップも開催している。

## 照明ライディング
舞台、ライブ、クラブでの照明プランニング、オペレートなどを事業として展開している。
他社のPVなどを手掛けている。

## 過去制作公演歴

### FUNエンターテイメント本公演
- 2015年2月26日〜3月2日
舞台「神様のおしごと」
俳優座劇場
脚本 藤門篤史  演出： 保木本真也

- 2014年9月26日〜28日　
舞台「ウエストサイズストーリー」
シアターサンモール
脚本・演出： 保木本真也

- 2014年3月28〜30日
舞台「メッサーシュミット先生」
シアターグリーンビックツリーシアター
脚本・演出： 藤門篤史

- 2013年11月8〜10日 　
舞台「DANCE DANCE R」
シアターグリーンビックツリーシアター
脚本・演出： 藤門篤史

- 2013年6月14〜16日 　
舞台「神様のおしごと」
シアターグリーンビックツリーシアター
脚本・演出： 藤門篤史

- 2012年8月22〜26日　
舞台「かもめ」
上野ストアハウス
演出： 藤門篤史/田中美央

- 2011年12月23〜25日　
舞台「大池第三病院」
中野MOMO
脚本・演出： 藤門篤史

### 藤門篤史プロデュース公演
- 2005年8月 
舞台「ドリームツアー」
脚本・演出： 藤門篤史

- 2001年10月21日　
舞台「大池第三病院」
オリンピック銀メダリスト田島寧子・飯田孝男が出演し、新聞雑誌・テレビ等で話題となった記念碑的作品
東京芸術劇場
脚本・演出： 藤門篤史

- 1999年初公演「倒産」
キッドアイラックアートホール
脚本・演出： 藤門篤史

スタジオビアンカ表参道 - 写真・動画レンタルスタジオ